# Sabalia barnsi
Sabalia barnsi är en fjärilsart som beskrevs av Louis Beethoven Prout 1918. Sabalia barnsi ingår i släktet Sabalia och familjen fältspinnare, Brahmaeidae. Inga underarter finns listade i Catalogue of Life.